# Do Not Track
Pour les articles homonymes, voir DNT.

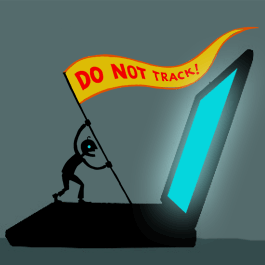
Illustration de l'initiative Do Not Track par l'EFF

L'entête do not track (DNT) est un projet de champ d'en-tête HTTP qui permet de signaler aux applications web que l'utilisateur ne veut pas être « suivi ». Cet entête a été initialement proposé en 2009 par les chercheurs Christopher Soghoian, Sid Stamm et Dan Kaminsky.
Do not track est un signalement fait par l'utilisateur, mais les sites ne sont pas obligés de respecter le choix de l'internaute. Néanmoins, ils peuvent adapter leur comportement en conséquence, et aussi en accuser réception au navigateur qui les consulte.

## Historique
En janvier 2011, Mozilla a annoncé un soutien pour le mécanisme de DNT dans son navigateur web Firefox. Microsoft Internet Explorer, Safari d'Apple
et Opera l'ont ensuite ajouté. Il est pris en charge par Google Chrome 23 depuis novembre 2012,.
En août 2012, Microsoft a signalé son intention d'activer l'option Do Not Track par défaut dans Internet Explorer 10. Après des discussions notamment avec l'industrie publicitaire, Microsoft a confirmé maintenir cette configuration sous Windows 8 mais l'utilisateur pourra modifier cette valeur lors de l'installation.
Le 17 janvier 2019, le groupe de travail sur la protection du suivi (Tracking Protection Working Group) est fermé entraînant l'abandon de sa standardisation.
À l'occasion de la publication de la version 12.1 du navigateur Safari, Apple a retiré l'option Do Not Track.

## Fonctionnement
L'en-tête accepte actuellement trois valeurs, 1 si l'utilisateur ne souhaite pas être suivi, 0 si l'utilisateur le souhaite, ou null (aucun entête envoyé) si l'utilisateur n'a pas exprimé de préférence. Par défaut, le standard recommande de ne pas envoyer l'en-tête, à moins que l'utilisateur n'active le paramètre correspondant dans le navigateur.
```
GET /wiki/Do_Not_Track HTTP/1.1

Host
:
 
fr.wikipedia.org

Connection
:
 
keep-alive

Cache-Control
:
 
max-age=0

User-Agent
:
 
Mozilla/5.0 (Windows NT 5.1) AppleWebKit/537.11 (KHTML, like Gecko) Chrome/23.0.1271.64 Safari/537.11

Accept
:
 
text/html,application/xhtml+xml,application/xml;q=0.9,*/*;q=0.8

DNT
:
 
1

Accept-Encoding
:
 
gzip,deflate,sdch

Accept-Language
:
 
fr-FR,fr;q=0.8

Accept-Charset
:
 
UTF-8,*;q=0.5

If-Modified-Since
:
 
Wed, 07 Nov 2012 11:14:16 GMT

```

## Support dans les navigateurs
|                   | Support depuis | Valeur par défaut           | Références |
| Firefox           | Firefox 5      | Désactivé                   |            |
| Google Chrome     | Chrome 23      | Désactivé                   |            |
| Internet Explorer | IE9            | IE9: désactivé IE10: activé |            |
| Safari            | v5.1           | Désactivé                   |            |
| Opera             | Opera 12       | Désactivé                   |            |

## Supports dans les applications en ligne
Actuellement, il n'y a pas de contraintes légales ou de consensus pour que les sites Web reconnaissent et respectent l'option Do Not Track. Peu de sites respectent donc cette fonctionnalité.
Liste des applications en ligne supportant Do Not Track :
- Matomo[13]
- MediaCrush[14]
- URSSAF